# Zeki Müren
Zeki Müren (ur. 6 grudnia 1931 w Bursie, zm. 24 września 1996 w Izmirze) – był tureckim piosenkarzem, kompozytorem oraz aktorem. Śpiewał turecką muzykę klasyczną. Był jednym z najpopularniejszych wykonawców tego typu muzyki.

## Życiorys
Rozpoczął karierę w 1953 roku, pojawiając się w filmie pt. Beklenen Şarkı. Swój pierwszy album (Senede Bir Gün) wydał dopiero w 1970.
Charakterystyczną cechą Zeki Müren'a był jego styl. Ubierał się kobieco, nosił sporej wielkości pierścienie, oraz nakładał dużą ilość makijażu, szczególnie w późniejszych latach.
Zmarł 24 września 1996 roku podczas występu w Izmirze. Przyczyną jego śmierci był zawał serca.

## Dyskografia
- 1970 Senede Bir Gün
- 1973 Pırlanta 1
- 1973 Pırlanta 2
- 1973 Pırlanta 3
- 1973 Pırlanta 4
- 1973 Hatıra
- 1974 Anılarım
- 1975 Mücevher
- 1976 Güneşin Oğlu
- 1979 Nazar Boncuğu
- 1980 Sükse
- 1981 Kahır Mektubu
- 1982 Eskimeyen Dost
- 1984 Hayat Öpücüğü
- 1985 Masal
- 1986 Helal Olsun
- 1987 Aşk Kurbanı
- 1988 Gözlerin Doğuyor Gecelerime
- 1989 Ayrıldık İşte
- 1989 Karanlıklar Güneşi
- 1989 Zirvedeki Şarkılar
- 1989 Dilek Çeşmesi
- 1990 Bir Tatlı Tebessüm
- 1991 Doruktaki Nağmeler
- 1992 Sorma

## Filmografia
- 1953 Beklenen Şarkı ("Awaited Song")
- 1955 Son Beste (The Last Musical Composition)
- 1957 Berduş (The Vagabond)
- 1958 Altın Kafes (The Golden Cage)
- 1959 Kırık Plak (The Broken Disk)
- 1959 Gurbet ("Foreign Place")
- 1961 Aşk Hırsızı (The Love Thief)
- 1962 Hayat Bazen Tatlıdır (Sometimes Life Is Enjoyable)
- 1963 Bahçevan (The Gardener)
- 1964 İstanbul Kaldırımları (Pavements of Istanbul)
- 1965 Hep O Şarkı ("Always That Song")
- 1966 Düğün Gecesi (The Wedding Night)
- 1967 Hindistan Cevizi (The Coconut)
- 1968 Katip ("Secretary")
- 1969 Kalbimin Sahibi ("Owner Of My Heart")
- 1969 İnleyen Nağmeler
- 1970 Aşktan da Üstün ("Fallen Out Of Love")
- 1971 Rüya Gibi ("Like A Dream)